# Tipula nigrovariegata
Tipula nigrovariegata är en tvåvingeart som beskrevs av Alexander 1928. Tipula nigrovariegata ingår i släktet Tipula och familjen storharkrankar.
Artens utbredningsområde är Ecuador. Inga underarter finns listade i Catalogue of Life.